# カーニー (ネブラスカ州)
カーニー（英: Kearney、英語発音: [ˈkɑrni/] "kar-ney"）は、アメリカ合衆国ネブラスカ州の南中部バッファロー郡の都市であり、同郡の郡庁所在地である。人口は3万3790人（2020年）であり、州内5番目に人口の多い都市である。市内にはネブラスカ大学カーニー校がある。
カーニー市は、バッファロー郡とカーニー郡に跨るカーニー都市圏の主要都市である。

## 歴史

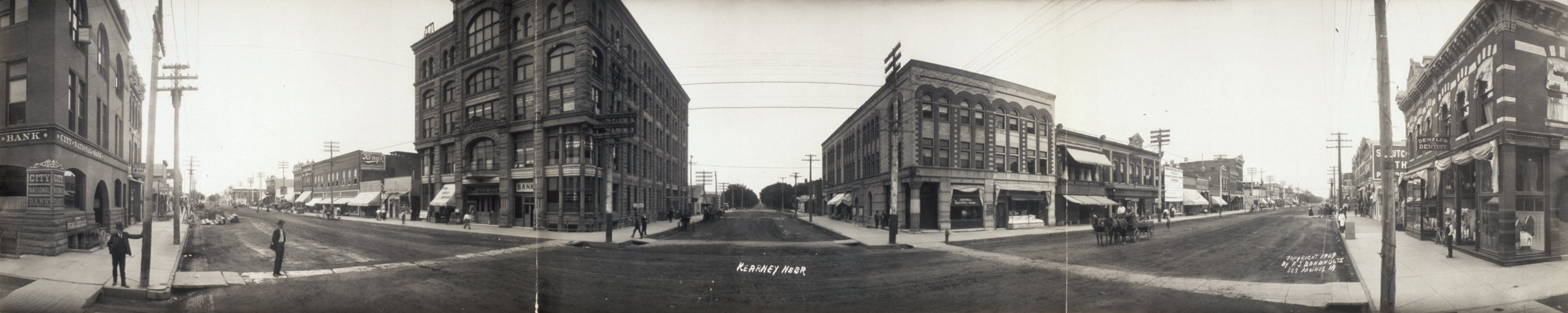
1909年頃のパノラマ

カーニーの町は現在の町よりも2マイル (3 km) 南東にあり、ドービータウンと呼ばれていた。その後、現在の場所に移されて、19世紀半ばにオレゴン・トレイルに沿ってあったアメリカ陸軍の前進基地であるカーニー砦に因んでカーニーと名付けられた。この砦はスティーブン・W・カーニー大佐、後の将軍に因んで名付けられたものだった。カーニーの綴り"Kearney"のうち2つめの"e"は常に町の名前の綴りを間違えていた郵便局員によって誤って加えられたものであり、それが固定化された。カーニー市の位置はプラット川の北岸に固定され、鉄道の影響で着実に成長を始めた。
カーニー市の近年の成長は劇的なものだった。市域は北、東および西に急速に拡がっている。市内最大の雇用主はグッド・サマリタン病院とネブラスカ大学カーニー校である。その他にバックル社の本社、イートン社、ボールドウィン・フィルターズ、マーシャル・エンジン社およびウェスト・カンパニー・ファーマシューティカルズが大きな雇用主である。

### カーニー竜巻
2008年5月29日、カーニー市は3つの竜巻に襲われた。午後5時半頃に竜巻が襲い始め、およそ15分間続いた。被害の大半は町の北部に偏っていた。

## 地理
カーニーは北緯40度42分3秒 西経99度4分52秒 / 北緯40.70083度 西経99.08111度に位置する。
アメリカ合衆国国勢調査局によれば、市域全面積は11.2平方マイル (29.0 km2)、このうち陸地は11.0平方マイル (28.4 km2)、水域は0.2平方マイル (0.6 km2)である。

## 人口動態
以下は2006年の国勢調査推計による人口統計データである。
| 基礎データ - 人口: 29,952人 - 世帯数: 10,549世帯 - 家族数: 6,160家族 - 人口密度: 964.6人/km2（2,498.5人/mi2） - 住居数: 11,099軒 - 住居密度: 390.3軒/km2（1,010.9軒/mi2） 人種別人口構成 - 白人: 95.18% - アフリカン・アメリカン: 0.63% - ネイティブ・アメリカン: 0.38% - アジア人: 0.92% - 太平洋諸島系: 0.04% - その他の人種: 1.68% - 混血: 1.17% - ヒスパニック・ラテン系: 4.08% 年齢別人口構成 - 18歳未満: 22.2% - 18-24歳: 23.9% - 25-44歳: 26.2% - 45-64歳: 17.1% - 65歳以上: 10.6% - 年齢の中央値: 27歳 - 性比（女性100人あたり男性の人口） - 総人口: 92.6 - 18歳以上: 89.7 | 世帯と家族（対世帯数） - 18歳未満の子供がいる: 30.3% - 結婚・同居している夫婦: 45.7% - 未婚・離婚・死別女性が世帯主: 9.7% - 非家族世帯: 41.6% - 単身世帯: 28.7% - 65歳以上の老人1人暮らし: 9.5% - 平均構成人数 - 世帯: 2.37人 - 家族: 2.96人 収入と家計（2007年推計） - 収入の中央値 - 世帯: 34,829米ドル - 家族: 46,650米ドル - 性別 - 男性: 30,150米ドル - 女性: 22,366米ドル - 人口1人あたり収入: 17,713米ドル - 貧困線以下 - 対人口: 13.4% - 対家族数: 7.4% - 18歳以下: 11.8% - 65歳以上: 8.9% |

## 市政府
カーニー市では市政委員会・シティマネジャー方式を採用している。市政委員会は立法府であり政策立案を行う。市全体から選出される5人の委員が4年間の任期を務めるが、2年ごとに半数が改選される。シティマネジャーは執行官であり、1950年に採用された。
市政委員会がシティマネジャーを指名し、シティマネジャーが政策の実行、予算の編成、各部局長の指名および市政委員会が参画する必要のある分野を推薦する。市政委員会委員の一人が市長に互選される。現在の市長はスタンレー・クラウズである。
ネブラスカ州知事デイブ・ハインマンは州内における新しい技術・データ・センターパークを開発するために考案された新しい試みに参画するよう選ばれた2つの都市の1つとしてカーニー市を選んだことを発表した。

## 教育

### 大学
市内にはネブラスカ大学カーニー校がある。このキャンパスは235エーカー (0.94 km2) の敷地に37以上の建物がある。1905年にネブラスカ州師範学校として設立され、1921年にネブラスカ州工科カレッジになった。1963年から1991年の間は、カーニー州立大学と呼ばれた。1991年に大学システムに加えられ、ネブラスカ大学カーニー校となった。
ネブラスカ大学カーニー校はネブラスカ大学システム4校の1つである。他の3つはリンカーン校、オマハ校の各校およびネブラスカ大学医療センターである。大学色は青と金であり、西25番通り905に位置する。現在6,478人の学生と1,006人の大学院生がいる。その出身は州内93郡全て、36の州、47の国となっている。

### 市内の教育
カーニー公共教育学区は、幼稚園3園、小学校12校、中学校2校、およびカーニー高校を管轄している。その他に宗教系学校が3校と、青年リハビリテーション治療センターにカーニー西高校がある。

## 文化

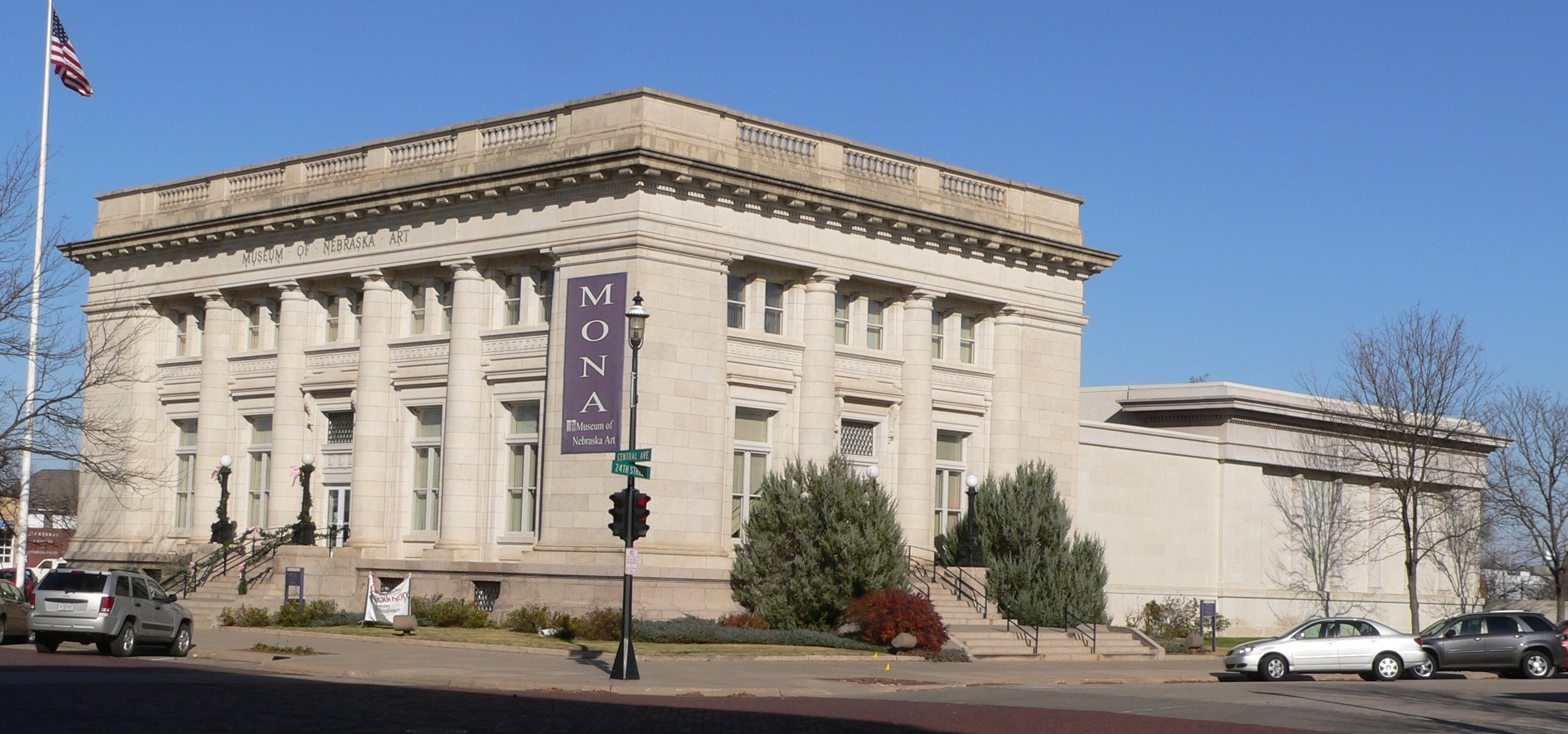
ネブラスカ美術館

カーニーには州内の美術品を収集するネブラスカ美術館がある。市の東2マイル (3 km) には、州間高速道路80号線を跨いでいるグレート・プラット川道路アーチウェイ記念館があり、地域開拓の歴史に敬意を払う博物館になっている。ここは2002年の映画『アバウト・シュミット』で使われた。セントラル小学校には、2006年に完成した929席のロバート・M・メリーマン芸能センターがある。
ユナイテッドステイツ・ホッケーリーグに所属するトリシティ・ストームがカーニーを本拠地にしている。試合会場は5,000人を収容するビアエロ・イベントセンターである。
市内中心街にはサンダーヘッド・ブリューイングとプラットバレー・ビューワリーという2つの地ビールメーカーがある。

### レクリエーション
- アポロ公園
- バッファローリッジ・ゴルフコース
- 百年公園
- コリンズ公園
- コットンミル湖レクリエーション地域
- ドライデン公園
- ハーモン公園
- ハーベイ公園
- カーニー・カントリークラブ
- メドウラークヒルズ・ゴルフコース
- メモリアル・フィールド
- パイオニア公園
- ニーナ・ハマー公園
- テッド・ボールドウィン・フィールド
- ウェスト・リンカーン・ウェイ
- E.K. & メアリー・ヤニー文化遺産公園
- カーニー砦州立歴史史跡およびレクリエーション地域

## 著名な出身者
- アレクサンダー・H・コナー - 政治家
- レスリー・イースターブルック - 女優